# Confederación Autónoma Nacionalista Canaria
La Confederación Autónoma Nacionalista Canaria (CANC) es un sindicato obrero definido como nacionalista canario, socialista autogestionario y partidario del derecho de Autodeterminación del pueblo canario. En la formación de la CANC tuvieron un papel destacado las ideas de los llamados crisitanos de base. Se constituyó el 1 de diciembre de 1980 con la unión de la Federación Autónoma de Sindicatos Obreros Unitarios (FASOU) de la provincia de Santa Cruz de Tenerife y   y la Federación de Sindicatos Autónomos (FSA) de la provincia de Las Palmas, uniéndose el 4 de octubre de 1982 la Asociación Profesional de Trabajadores de Fábricas de Tabacos y Derivados. 
Su mayor implantación radicó en la isla de Tenerife, destacando sectores como los estibadores portuarios, el transporte, la sanidad y la administración pública. La CANC también promovió la constitución del partido político Izquierda Nacionalista Canaria (INC), que junto con Asamblea Canaria (AC) conformarían Asamblea Canaria Nacionalista (ACN). 
En 1994 la CANC constituye junto al Sindicato Obrero Canario (SOC), el Sindicato de Trabajadores de la Enseñanza de Canarias (STEC) y el Sindicato Canario de Salud (SCS), Intersindical Canaria (IC).
Uno de los líderes históricos de la CANC fue Oswaldo Brito.